# Koki Nakamura
Koki Nakamura (中村 宏輝 Nakamura Koki?), född 20 maj 1992 i Osaka prefektur, är en japansk fotbollsspelare.
Nakamura började sin karriär 2015 i Fujieda MYFC. Han spelade 12 ligamatcher för klubben.